# La Guerre des moutons
Pour les articles homonymes, voir La guerre des moutons.
La Guerre des moutons est un jeu de société créé par Philippe des Pallières. Il a été publié par Asmodée.
C'est un jeu pour 2 à 4 joueurs.

## Règles du jeu

### Contenu de la boîte
- 77 pions carrés en carton fort verni, dont 4 pions berger, 4 pions mémo-couleur et un pion centre de village.
- Un mini sac en toile rouge pour y placer les pions spéciaux et ainsi gagner du temps en préparation de partie.
- Un grand sac en toile pour mettre les autres pions
- Une règle du jeu de 6 pages en couleur

### But du jeu
Construire l'enclos (fermé) le plus grand avec des moutons de sa couleur.

### Préparation
Chaque joueur tire au sort un pion berger pour savoir quelle sera sa couleur. Au recto de ce pion figurent quatre moutons et un berger, au verso un point d'interrogation. Attention, la couleur de chacun est masquée aux autres joueurs.
Chacun prend ensuite dans le sac quatre pions au hasard, qui constitueront sa main de départ.
Le pion "centre du village" est posé au milieu de la table.

### Séquence de jeu
- Le premier joueur doit placer un de ses quatre pions aux côtés du pion de départ, en veillant à faire correspondre le paysage du bord. Pour le premier coup, il faut donc nécessairement accoler un bout de village au pion de départ.

- Le pion entouré de rouge sur l'illustration ci-contre est joué par le premier joueur. Ce joueur tire ensuite un pion du sac et l'intègre à sa main. C'est la fin de son tour.

- Chaque joueur procède de la même façon: pose d'un pion contre un pion déjà posé, puis pioche d'un pion (ou de plusieurs, voir ci-dessous).

- Si un joueur a posé un pion accolé à deux autres pions déjà posés, il peut tirer deux pions au lieu d'un. C'est la multi-pioche.

- En fait un joueur en tire autant que de pions touchant celui qu'il a posé (de 1 à 4 pions à tirer).

- Si un joueur a un pion loup ou chasseur, il peut le jouer n'importe quand, même en dehors de son tour.

- Dans l'exemple ci-contre, le joueur dit à haute voix "loup" et pose son pion-loup à côté d'une forêt.

- Un loup annule tous les enclos qui touchent sa forêt... Sauf si un chasseur tue le loup

- Un pion chasseur peut se jouer sur un loup, annulant l'effet de ce dernier.

- Le chasseur peut aussi être placé dans une forêt sans loup, il est alors interdit de poser un pion loup dans la même forêt.

- Comme pour le loup, le chasseur peut être joué n'importe quand, même en dehors de son tour. Il faut simplement annoncer à haute voix "chasseur" avant de le placer.

### Dévoiler sa couleur et bonus d'abandon
N'importe quand, un joueur peut décider de dévoiler sa couleur. Il peut le faire même en dehors de son tour. Il retourne alors son pion "?" et le place, côté berger, sur le plateau comme un autre pion, puis pioche de 1 à 4 pions supplémentaires comme pour un coup normal. Il bénéficie ensuite d'un coup gratuit et peut placer un de ses pions de réserve.
Chacun peut choisir d'arrêter de jouer avant la fin de la partie. Le premier joueur à abandonner aura un bonus de +6 à la fin du jeu; le deuxième +3, le troisième +1 et le dernier rien du tout (mais pourra jouer tous les pions qui lui restent).

### Fin de partie
Quand tout le monde a abandonné ou ne peut plus jouer, on compte celui qui a l'enclos clôturé le plus grand avec des moutons de sa couleur, et qui n'est pas bordé par une forêt abritant un loup. On compte 1 point par mouton de cet enclos le plus grand, plus l'éventuel bonus d'abandon. Le joueur ayant le plus grand total remporte la partie.

## Récompense
- As d'or Jeu de l'année  2003